# Giant Little Ones
Giant Little Ones (bra: Pequenos Gigantes) é um filme de drama do Canadá dirigido por Keith Behrman. Em dezembro de 2018, o Festival Internacional de Cinema de Toronto incluiu o filme em sua lista anual dos dez melhores do Canadá. Behrman ganhou o prêmio Vancouver Film Critics Circle de Melhor Roteiro para um Filme Canadense.
No Brasil, foi exibido em 2020 na 1ª Mostra Internacional de Cinema Virtual e em 2022 no VII Festival Internacional de Cinema LGBTQIA+, no Sesc Digital.

## Sinopse
Dois adolescentes populares no colegial que são amigos desde a infância, se envolvem em um incidente em uma festa de aniversário.

## Elenco
- Maria Bello .... Carly Winter
- Kyle MacLachlan .... Ray Winter
- Josh Wiggins .... Franky Winter
- Peter Outerbridge .... Nic Kohl
- Taylor Hickson .... Natasha Kohl
- Darren Mann .... Ballas Kohl
- Niamh Wilson .... Mouse
- Kiana Madeira .... Jess
- Cory Lee .... Ms Soo
- Evan Marsh .... Connor
- Jeff Clarke .... Treinador Klassen
- Hailey Kittle .... Priscilla 'Cil'
- Carson MacCormac .... Michael

## Produção
As gravações ocorreram entre julho e agosto de 2017, em Sault Ste. Marie, Ontário, Canadá.

## Recepção
No site agregador de críticas Rotten Tomatoes, 93% das 61 resenhas dos críticos são positivas. O consenso do site diz: "Giant Little Ones dá um toque complexo e revigorante ao drama tradicional do amadurecimento, ainda mais elevado pelos admiráveis esforços de um elenco talentoso." O Metacritic, que usa uma média ponderada, atribuiu ao filme uma pontuação de 67 em 100, baseado em 17 críticos, indicando críticas "geralmente favoráveis".
Em sua crítica para o The New York Times, Teo Bugbee disse que "enquanto muitos filmes de amadurecimento constroem suas histórias em torno da descoberta de uma identidade fixa, Giant Little Ones tem sucesso quando opta por tratar a identidade juvenil como aberta a mudanças com a experiência acumulada." 
Katie Walsh no Los Angeles Times
disse que "Behrman criou um conto clássico do colégio sobre estranhos que se descobrem ... As imagens são suntuosamente saturadas e maravilhosamente elaboradas, e a trilha sonora vibra e geme com ansiedade e pulsação acelerada."